# グローバル・スプリント・チャレンジ
グローバル・スプリント・チャレンジ（Global Sprint Challenge）は、2005年から施行されている（2018年に休止）競馬の国際競走シリーズである。オーストラリア、イギリス、日本、香港、アラブ首長国連邦の5か国（2015年まではシンガポールを含めた6か国）の競馬団体が参加しており、各団体が主催する国際重賞競走が対象となっている。対象競走はすべて距離1200メートル（6ハロン）以下のスプリント戦である点が特徴。

## 沿革
- 2005年 - シリーズ創設。オーストラリア、イギリス、日本、香港の4か国で全6競走が施行される。
- 2006年 - 香港スプリントが加わり全7競走となる。
- 2008年 - オーストラリアステークスが対象競走から外れ、新たにジュライカップとパティナックファームクラシック（2013年に「スプリントクラシック」に改名）が加わり全8競走となる。
- 2011年
  - セントウルステークスが対象競走から外れ、入れ替わりに高松宮記念が加わる[1]。
  - シンガポールの参加によりクリスフライヤーインターナショナルスプリントが新たに加わり、5か国で全9競走が対象となる。
- 2012年 - アラブ首長国連邦の参加によりドバイゴールデンシャヒーンが新たに加わり、6か国で全10競走が対象となる[2]。
- 2016年 - クリスフライヤーインターナショナルスプリントが対象競走から外れ、新たにチェアマンズスプリントプライズが加わる。
- 2017年 - ドバイゴールデンシャヒーンが対象競走から外れ、新たにアルクォズスプリントが加わる[3]。
- 2018年 - シリーズ休止[4]。

## シリーズ対象競走

### 2017年
|        | 競走名                           | 格付 | 開催国・地域     | 施行競馬場             | 施行コース  |
| ------ | -------------------------------- | ---- | ---------------- | ---------------------- | ----------- |
| 第1戦  | ブラックキャビアライトニング     | G1   | オーストラリア   | フレミントン競馬場     | 芝直線1000m |
| 第2戦  | アルクォズスプリント             | G1   | アラブ首長国連邦 | メイダン競馬場         | 芝直線1200m |
| 第3戦  | 高松宮記念                       | GI   | 日本             | 中京競馬場             | 芝1200m     |
| 第4戦  | チェアマンズスプリントプライズ   | G1   | 香港             | 沙田競馬場             | 芝1200m     |
| 第5戦  | キングズスタンドステークス       | G1   | イギリス         | アスコット競馬場       | 芝直線5f    |
| 第6戦  | ダイヤモンドジュビリーステークス | G1   | イギリス         | アスコット競馬場       | 芝直線6f    |
| 第7戦  | ジュライカップ                   | G1   | イギリス         | ニューマーケット競馬場 | 芝直線6f    |
| 第8戦  | スプリンターズステークス         | GI   | 日本             | 中山競馬場             | 芝1200m     |
| 第9戦  | スプリントクラシック             | G1   | オーストラリア   | フレミントン競馬場     | 芝直線1200m |
| 第10戦 | 香港スプリント                   | G1   | 香港             | 沙田競馬場             | 芝1200m     |

### 過去

#### 2011年
|       | 競走名                                       | 格付 | 開催国・地域   | 施行競馬場             | 施行コース  |
| ----- | -------------------------------------------- | ---- | -------------- | ---------------------- | ----------- |
| 第1戦 | ライトニングステークス                       | G1   | オーストラリア | フレミントン競馬場     | 芝直線1000m |
| 第2戦 | 高松宮記念                                   | GI   | 日本           | 阪神競馬場             | 芝1200m     |
| 第3戦 | クリスフライヤーインターナショナルスプリント | G1   | シンガポール   | クランジ競馬場         | 芝1200m     |
| 第4戦 | キングズスタンドステークス                   | G1   | イギリス       | アスコット競馬場       | 芝直線5f    |
| 第5戦 | ゴールデンジュビリーステークス               | G1   | イギリス       | アスコット競馬場       | 芝直線6f    |
| 第6戦 | ジュライカップ                               | G1   | イギリス       | ニューマーケット競馬場 | 芝直線6f    |
| 第7戦 | スプリンターズステークス                     | GI   | 日本           | 中山競馬場             | 芝1200m     |
| 第8戦 | パティナックファームクラシック               | G1   | オーストラリア | フレミントン競馬場     | 芝直線1200m |
| 第9戦 | 香港スプリント                               | G1   | 香港           | 沙田競馬場             | 芝1200m     |

#### 2012年から2015年まで
|        | 競走名                                       | 格付 | 開催国・地域     | 施行競馬場             | 施行コース  |
| ------ | -------------------------------------------- | ---- | ---------------- | ---------------------- | ----------- |
| 第1戦  | ブラックキャビアライトニング                 | G1   | オーストラリア   | フレミントン競馬場     | 芝直線1000m |
| 第2戦  | 高松宮記念                                   | GI   | 日本             | 中京競馬場             | 芝1200m     |
| 第3戦  | ドバイゴールデンシャヒーン                   | G1   | アラブ首長国連邦 | メイダン競馬場         | ダート1200m |
| 第4戦  | クリスフライヤーインターナショナルスプリント | G1   | シンガポール     | クランジ競馬場         | 芝1200m     |
| 第5戦  | キングズスタンドステークス                   | G1   | イギリス         | アスコット競馬場       | 芝直線5f    |
| 第6戦  | ダイヤモンドジュビリーステークス             | G1   | イギリス         | アスコット競馬場       | 芝直線6f    |
| 第7戦  | ジュライカップ                               | G1   | イギリス         | ニューマーケット競馬場 | 芝直線6f    |
| 第8戦  | スプリンターズステークス                     | GI   | 日本             | 中山競馬場             | 芝1200m     |
| 第9戦  | スプリントクラシック                         | G1   | オーストラリア   | フレミントン競馬場     | 芝直線1200m |
| 第10戦 | 香港スプリント                               | G1   | 香港             | 沙田競馬場             | 芝1200m     |

#### 2016年
|        | 競走名                           | 格付 | 開催国・地域     | 施行競馬場             | 施行コース  |
| ------ | -------------------------------- | ---- | ---------------- | ---------------------- | ----------- |
| 第1戦  | ブラックキャビアライトニング     | G1   | オーストラリア   | フレミントン競馬場     | 芝直線1000m |
| 第2戦  | ドバイゴールデンシャヒーン       | G1   | アラブ首長国連邦 | メイダン競馬場         | ダート1200m |
| 第3戦  | 高松宮記念                       | GI   | 日本             | 中京競馬場             | 芝1200m     |
| 第4戦  | チェアマンズスプリントプライズ   | G1   | 香港             | 沙田競馬場             | 芝1200m     |
| 第5戦  | キングズスタンドステークス       | G1   | イギリス         | アスコット競馬場       | 芝直線5f    |
| 第6戦  | ダイヤモンドジュビリーステークス | G1   | イギリス         | アスコット競馬場       | 芝直線6f    |
| 第7戦  | ジュライカップ                   | G1   | イギリス         | ニューマーケット競馬場 | 芝直線6f    |
| 第8戦  | スプリンターズステークス         | GI   | 日本             | 中山競馬場             | 芝1200m     |
| 第9戦  | スプリントクラシック             | G1   | オーストラリア   | フレミントン競馬場     | 芝直線1200m |
| 第10戦 | 香港スプリント                   | G1   | 香港             | 沙田競馬場             | 芝1200m     |

## 100万ドルボーナス制度
3か国の競走に優勝した場合に100万USドルが贈呈される。2011年は所属地域を除く3か国で優勝すること、2010年までは4か国で出走して3か国のGI競走に優勝することが条件であった。

## ポイントシステム・シリーズチャンピオン
- シリーズチャンピオンを決定するポイントシステムがあったが、2010年を最後に廃止された。
- それぞれの競走につき優勝10点、2着5点、3着4点、4着3点、5着2点、6着以下は1点のポイントを付与する。
- このシリーズではホーム・アンド・アウェー方式を採用する。
  - オーストラリアシリーズではオセアニア、イギリスシリーズではヨーロッパとアラブ首長国連邦、日本シリーズでは日本、香港シリーズでは香港とマカオの各国・地域に在籍している競走馬をホーム扱いとみなす。南北アメリカやアフリカ、その他のアジアなどからの出走馬はシリーズのすべての競走でアウェー扱いとなる。
  - アウェーのGI競走に出走した場合には上記ポイントを倍にして付与する。
- 3か国以上の競走に出走し、総合42点以上のポイントを獲得した競走馬の中で最高得点馬をシリーズ優勝とする。よってポイントが規定に満たない場合はシリーズ優勝馬なしというケースもある。

### 優勝賞品
- シリーズ優勝馬の関係者（馬主・調教師・騎手）に対してトロフィーを贈呈。
- 馬主夫妻にオーストラリアのメルボルンカップ、イギリスのキングジョージ6世&クイーンエリザベスステークス、日本のジャパンカップ、香港のクイーンエリザベス2世カップの観戦旅行を贈呈。

### 歴代シリーズ優勝馬
| 施行年 | 優勝馬                                             | ポイント                                           | 性齢                                               | ライトニングS                                      | オーストラリアS                                    | キングズスタンドS                                  | GジュビリーS                                       | ジュライC                                          | セントウルS                                        | スプリンターズS                                    | パティナックFC                                     | 香港スプリント                                     |
| ------ | -------------------------------------------------- | -------------------------------------------------- | -------------------------------------------------- | -------------------------------------------------- | -------------------------------------------------- | -------------------------------------------------- | -------------------------------------------------- | -------------------------------------------------- | -------------------------------------------------- | -------------------------------------------------- | -------------------------------------------------- | -------------------------------------------------- |
| 2005年 | ケープオブグッドホープ                             | 54Pt                                               | 騸7                                                | 3着                                                | 1着                                                | 4着                                                | 1着                                                | 対象外                                             | 不出走                                             | 11着                                               | 対象外                                             | 対象外                                             |
| 2006年 | テイクオーバーターゲット                           | 53Pt                                               | 騸7                                                | 1着                                                | 不出走                                             | 1着                                                | 3着                                                | 対象外                                             | 2着                                                | 1着                                                | 対象外                                             | 不出走                                             |
| 2007年 | 該当馬なし（最高得点馬ミスアンドレッティ）         | 該当馬なし（最高得点馬ミスアンドレッティ）         | 該当馬なし（最高得点馬ミスアンドレッティ）         | 該当馬なし（最高得点馬ミスアンドレッティ）         | 該当馬なし（最高得点馬ミスアンドレッティ）         | 該当馬なし（最高得点馬ミスアンドレッティ）         | 該当馬なし（最高得点馬ミスアンドレッティ）         | 該当馬なし（最高得点馬ミスアンドレッティ）         | 該当馬なし（最高得点馬ミスアンドレッティ）         | 該当馬なし（最高得点馬ミスアンドレッティ）         | 該当馬なし（最高得点馬ミスアンドレッティ）         | 該当馬なし（最高得点馬ミスアンドレッティ）         |
| 2008年 | 該当馬なし（最高得点馬アパッチキャット）           | 該当馬なし（最高得点馬アパッチキャット）           | 該当馬なし（最高得点馬アパッチキャット）           | 該当馬なし（最高得点馬アパッチキャット）           | 該当馬なし（最高得点馬アパッチキャット）           | 該当馬なし（最高得点馬アパッチキャット）           | 該当馬なし（最高得点馬アパッチキャット）           | 該当馬なし（最高得点馬アパッチキャット）           | 該当馬なし（最高得点馬アパッチキャット）           | 該当馬なし（最高得点馬アパッチキャット）           | 該当馬なし（最高得点馬アパッチキャット）           | 該当馬なし（最高得点馬アパッチキャット）           |
| 2009年 | 該当馬なし（最高得点馬シーニックブラスト）         | 該当馬なし（最高得点馬シーニックブラスト）         | 該当馬なし（最高得点馬シーニックブラスト）         | 該当馬なし（最高得点馬シーニックブラスト）         | 該当馬なし（最高得点馬シーニックブラスト）         | 該当馬なし（最高得点馬シーニックブラスト）         | 該当馬なし（最高得点馬シーニックブラスト）         | 該当馬なし（最高得点馬シーニックブラスト）         | 該当馬なし（最高得点馬シーニックブラスト）         | 該当馬なし（最高得点馬シーニックブラスト）         | 該当馬なし（最高得点馬シーニックブラスト）         | 該当馬なし（最高得点馬シーニックブラスト）         |
| 2010年 | 該当馬なし（最高得点馬スタースパンクルドバーナー） | 該当馬なし（最高得点馬スタースパンクルドバーナー） | 該当馬なし（最高得点馬スタースパンクルドバーナー） | 該当馬なし（最高得点馬スタースパンクルドバーナー） | 該当馬なし（最高得点馬スタースパンクルドバーナー） | 該当馬なし（最高得点馬スタースパンクルドバーナー） | 該当馬なし（最高得点馬スタースパンクルドバーナー） | 該当馬なし（最高得点馬スタースパンクルドバーナー） | 該当馬なし（最高得点馬スタースパンクルドバーナー） | 該当馬なし（最高得点馬スタースパンクルドバーナー） | 該当馬なし（最高得点馬スタースパンクルドバーナー） | 該当馬なし（最高得点馬スタースパンクルドバーナー） |